# T. D. Allman

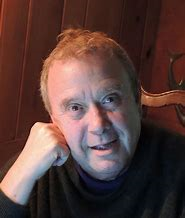
T. D. Allman

Timothy Damian Allman (* 16. Oktober 1944 in Tampa, Florida; † 12. Mai 2024 in New York City) war ein US-amerikanischer Journalist und Sachbuchautor, der vor allem durch seine Kriegsberichterstattung bekannt wurde.

## Leben
Allman studierte an der Harvard University (M. A. 1966) und diente anschließend als Freiwilliger des Peace Corps in Nepal (1966–1968). Seine journalistische Laufbahn begann er bereits zu seinen Studienzeiten als Reporter für die Anchorage Daily News und das Philadelphia Bulletin. Ab 1968 berichtete er als freier Journalist aus Indochina und erregte in den folgenden Jahren mit seinen Berichten über den „geheimen Krieg“ des amerikanischen Geheimdienstes CIA in Laos und Kambodscha Aufsehen. Ab 1971 schrieb er als Südostasienkorrespondent für den britischen The Guardian sowie für Le Monde diplomatique.
Von 1977 bis 1982 war er Redakteur des Pacific News Service sowie von 1977 bis 1984 zudem Redakteur bei Harper’s Magazine. Des Weiteren war Allman von 1987 bis 1995 Auslandskorrespondent von Vanity Fair und ab 1995 angestellter Redakteur beim New Yorker. Ab 1997 arbeitete er wieder als freier Journalist. Große Beachtung fanden in dieser Zeit seine Berichte aus dem kolumbianischen Drogenkrieg sowie aus dem zweiten und dritten Golfkrieg. Daneben veröffentlichte er zwei Bücher über seinen Heimatstaat Florida.
Allman starb am 12. Mai 2024 im Alter von 79 Jahren an den Folgen einer Lungenentzündung in einem Krankenhaus im New Yorker Stadtteil Manhattan.

## Werke in Buchlänge
- Anatomy of a Coup. Glad Day Press, Itica, NY. 1970.
- Unmanifest Destiny: Mayhem and Illusion in American Foreign Policy from the Monroe Doctrine to Reagan's War in El Salvador. Dial Press, Garden City NJ 1984. ISBN 978-0-385-27464-7.
- Miami: City of the Future. Atlantic Monthly Press. 1987. ISBN 978-0-87113-102-7.
- Rogue State: America at War with the World. Nation Books, Emeryville CA 2004. ISBN 978-1-56025-562-8.
- Finding Florida: The True History of the Sunshine State. Atlantic Monthly Press, New York 2013. ISBN 978-0-8021-2076-2.